# Ace Wilder
Ace Wilder, egentligen Alice Kristina Ingrid Gernandt, född 23 juli 1982 i Västerleds församling i Stockholm, är en svensk popsångerska och låtskrivare.

## Biografi
Ace Wilder växte upp på olika platser i flera olika världsdelar, däribland en lång period i Miami i Florida i USA. Där tävlade hon bland annat framgångsrikt i jazzdans (showjazz) på nationell nivå i några år, innan en
fotskada tvingade henne att sluta. Vid samma tid ledde olika omständigheter till att hon vid 17 års ålder 1999 flyttade tillbaka till Sverige. Numera bor hon i Stockholm. I stället för jazzdans har hon numera funnit en ny passion i streetdance vid sidan av sång och musik. Tillsammans med två vänner startade hon gruppen Paper Moon Dragon, som bland annat hade hitten "Betty" (2006). Hon har verkat som låtskrivare åt olika artister. Flera av hennes låtar har legat på 10-i-topplistor i bland annat Tyskland. 
Efter att i flera år också ha sjungit och dansat bakom flera internationella artister på turnéer världen över bestämde hon sig 2012 för att satsa på en solokarriär och fick snabbt kontrakt med EMI Records och Warner Music. Hon har gett ut singlar som "Do It", vilken bland annat hörts i flera amerikanska TV-serier och reklamfilmer och följde hösten 2013 upp den med singeln "Bitches Like Fridays", som även har blivit remixad av flera kända DJ:s.[källa behövs] Hösten 2013 släpptes även EP:n A Wilder.
Ace Wilder deltog i Melodifestivalen 2014 med låten "Busy Doin' Nothin' " och tog sig i den tredje delfinalen vidare till finalen i Friends Arena den 8 mars 2014. Där kom hon på en andra placering med 210 poäng, efter Sanna Nielsen som fick 212 poäng.  
Hon är brorsbarnbarn till TV-kommentatorn Anders Gernandt.

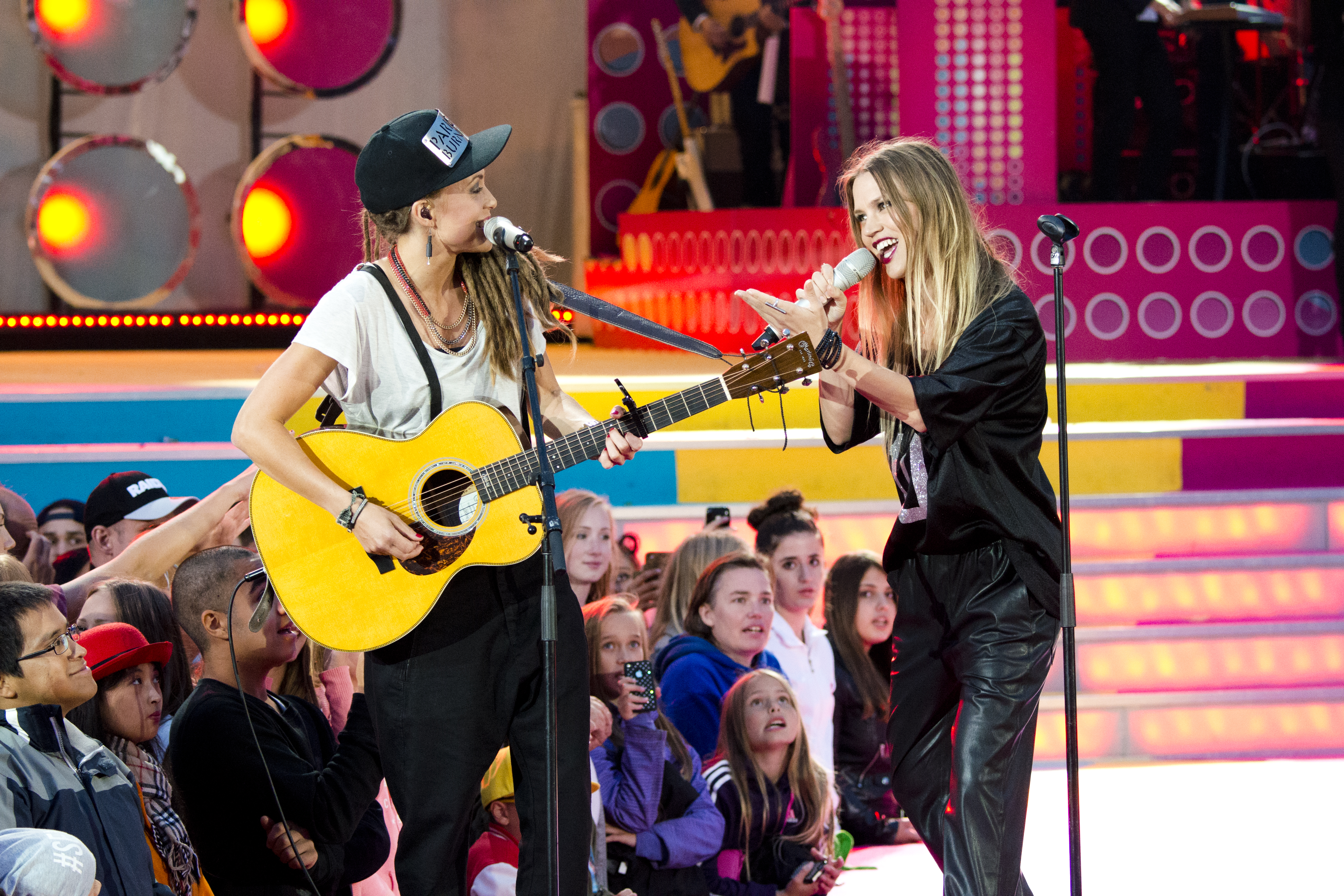
Ace
Wilder på Sommarkrysset 2014.

I Melodifestivalen 2016 tävlade Ace Wilder i första deltävlingen med låten Don't Worry. Hon tog sig direkt till finalen den 12 mars. Väl i finalen slutade hon på tredje plats.
I Melodifestivalen 2017 tävlade Wilder i första deltävlingen med låten "Wild Child" där hon tog sig till final. I finalen slutade hon på en sjunde plats.

## Diskografi

### Album
- 2013 - A Wilder
- 2014 - Busy Doin' Nothin'
- 2015 - The Wild Card

### Singlar
- 2012 - Voodoo Amore
- 2013 - Bitches Like Fridays
- 2013 - Do It
- 2013 - Do It (Remixes)
- 2014 - Busy Doin' Nothin'
- 2014 - Busy Doin' Nothin' (Remixes)
- 2014 - Busy Doin Nothin' - Acoustic
- 2014 - Riot
- 2014 - Riot (Remixes)
- 2015 - Stupid
- 2015 - Monkey On My Back
- 2016 - Don't Worry
- 2016 - Selfish
- 2017 - Wild Child